# CS-141
De CS-141 (Carretera Secundaria 141) is een secundaire weg in Andorra. De weg verbindt de CS-140 tussen Sant Julià de Lòria en Fontaneda met La Moixella en is ongeveer anderhalve kilometer lang.